# Nakajima Ki-201
Die Nakajima Ki-201 Karyū (jap. 中島キ-201 火龍 „Feuerdrache“) war ein Flugzeugprojekt des japanischen Herstellers Nakajima Hikōki am Ende des Zweiten Weltkriegs.

## Geschichte
Vorgänger der Karyū war die Nakajima Kikka. In diese flossen bereits einige Charakteristiken der Messerschmitt Me 262 ein, ohne ihr jedoch wirklich sehr ähnlich zu sein. Die Karyū ähnelte der Me 262 dagegen sehr. Sie sollte zum endgültigen Strahljäger der japanischen Marine und des Heeres werden. Der steigende Druck der Alliierten zwang Japan zur Suche nach neuen Lösungen. Einige japanische Konstrukteure entwickelten außergewöhnliche Konstruktionen, andere betrieben die Optimierung der bestehenden Modelle. Letztlich erreichten sie teilweise einen technischen Gleichstand oder sogar leichte Überlegenheit gegenüber den alliierten Jagdflugzeugen. Qualitätsprobleme und vor allem der große Mangel an erfahrenen Piloten, gepaart mit einer überstürzten und unzureichenden Ausbildung, ließen das aber als Sackgasse erscheinen. Daher sollte das Strahlflugzeug die endgültige Lösung darstellen.
Aufgrund der hohen zeitlichen Dringlichkeit setzte Japan auf Informationen aus dem Deutschen Reich. Hierzu gehörten auch Pläne des Triebwerks BMW 003, das als Ne-20 produziert wurde. Da die Kikka vorwiegend als Bomber ausgelegt war – auch wenn es mit Kanonen bestückte Varianten gab – und aufgrund der schwachen Ne-20 auch keine deutliche Überlegenheit aufweisen konnte, sollte die Karyū das überlegene Standardjagdflugzeug werden.
Als Daten über die Me 262 bekannt wurden, entschied man, durch Nutzung deren aerodynamischer Auslegung wertvolle Entwicklungszeit zu sparen.
Es scheint, dass Nakajima die Entwicklung ohne staatlichen Auftrag oder Förderung durchführte. Nakajima zielte auf die Armee als Hauptabnehmer, doch diese hatte sich bereits auf die Rikugun Ki-202 Shusui-Kai festgelegt, einer Variante der Mitsubishi J8M Shusui. Auch die Marine zeigte kein Interesse. Daher liefen die Arbeiten mit niedriger Priorität und stockten immer wieder. Laut Plan sollte der Erstflug im Dezember 1945 stattfinden, gefolgt von einer Vorserie von 18 Maschinen bis März 1946. Das Kriegsende im August 1945 verhinderte beides.
Als Triebwerk wurde das schubstärkere Ne-230 oder Ne-330 vorgesehen. Auch Varianten mit zwei Paaren von Ne-130 wurden untersucht. Die Heeres- und Marineversionen unterschieden sich im Wesentlichen durch die Bewaffnung.
Als Bordradar sollte ein TaKi-15 eingesetzt werden.

## Technische Daten
| Kenngröße             | Daten Heeresversion                                                               | Daten Marineversion                                  |
| --------------------- | --------------------------------------------------------------------------------- | ---------------------------------------------------- |
| Besatzung             | 1                                                                                 | 1                                                    |
| Länge                 | 11,5 m                                                                            | 11,5 m                                               |
| Spannweite            | 13,70 m                                                                           | 13,70 m                                              |
| Höhe                  | 4,05 m                                                                            | 4,05 m                                               |
| Flügelfläche          | 25,0 m²                                                                           | 25,0 m²                                              |
| Leermasse             | 4500 kg                                                                           | 4500 kg                                              |
| Startmasse            | 7000 kg                                                                           | 7000 kg                                              |
| Höchstgeschwindigkeit | 850 km/h                                                                          | 850 km/h                                             |
| Dienstgipfelhöhe      | 12.000 m                                                                          | 12.000 m                                             |
| Reichweite            | 978 km                                                                            | 978 km                                               |
| Triebwerke            | zwei Ne-130 oder Ne-230                                                           | zwei Ne-130 oder Ne-230                              |
| Bewaffnung            | zwei 30-mm-Kanonen Typ 5 zwei 20-mm-Kanonen Typ-99 eine 500-kg- oder 800-kg-Bombe | zwei 30-mm-Ho-155-II-Kanonen zwei 20-mm-Ho-5-Kanonen |